# Кенц-Кистров
Кенц-Кистров (њем. Kenz-Küstrow) општина је у њемачкој савезној држави Мекленбург-Западна Померанија. Једно је од 64 општинска средишта округа Нордфорпомерн. Према процјени из 2010. у општини је живјело 522 становника. Посједује регионалну шифру (AGS) 13057101.

## Географски и демографски подаци
Кенц-Кистров се налази у савезној држави Мекленбург-Западна Померанија у округу Нордфорпомерн. Општина се налази на надморској висини од 19 метара. Површина општине износи 17,2 km². У самом мјесту је, према процјени из 2010. године, живјело 522 становника. Просјечна густина становништва износи 30 становника/km².